# Sixten Fager
Anders Sixten Fager, född 20 maj 1920 i Ekträsk i Degerfors församling i Västerbotten, död 31 maj 2010 i Bonässund i Arnäs församling i Ångermanland, var en svensk konstnär och lokförare. 
Fager studerade konst vid Académie Libre i Stockholm och fick en viss vägledning av Carl Magnus Lindqvist. Han var under många år verksam som lokförare och utövade sitt konstnärskap på fritiden men från 1967 övergick han till att arbeta som konstnär på heltid. Han debuterade i en utställning 1954 och medverkade därefter i ett stort antal separat och samlingsutställningar. Bland hans offentliga arbeten märks utsmyckning för Umeå lasarett och Centrumhuset i Robertsfors. Han tilldelades Statligt arbetsstipendium och Kirunastipendiet. Hans konst består av expressionistiska motiv från  västerbottniska fjällvärlden och naturen med skiftningar från olika årstider i akvarell eller olja. Fager är representerad vid Västerbottens museum med nio kritteckningar från slutet av 1980-talet, och med oljemålningen Sommarformer eller Fjällgrönska från 1966. Sune Jonsson skrev 2006 en bok om Fagers konstnärskap.